# Alopen
Alopen o Olopên (cinese: 阿羅 本 pinyin: Āluóběn) (fl. VII secolo) è stato un missionario persiano, appartenente alla Chiesa d'Oriente.

## Biografia
Fu il primo missionario cristiano a raggiungere la Cina di cui sia rimasta prova documentaria. Predicò durante la dinastia Tang e fondò una missione della Chiesa nestoriana. Era un missionario dalla Chiesa d'Oriente (conosciuta anche come la Chiesa nestoriana), e, probabilmente, un oratore siriaco della Persia. È noto esclusivamente dalla stele nestoriana, che descrive il suo arrivo nella capitale cinese di Chang'an, nel 635 d.C. e la sua accettazione da parte dell'imperatore Taizong. Il suo nome è il primo che può essere collegato alla storia del nestorianesimo in Cina. Il nome Aluoben è certamente una trascrizione del siriaco o persiano Ardaban.